# 愛着

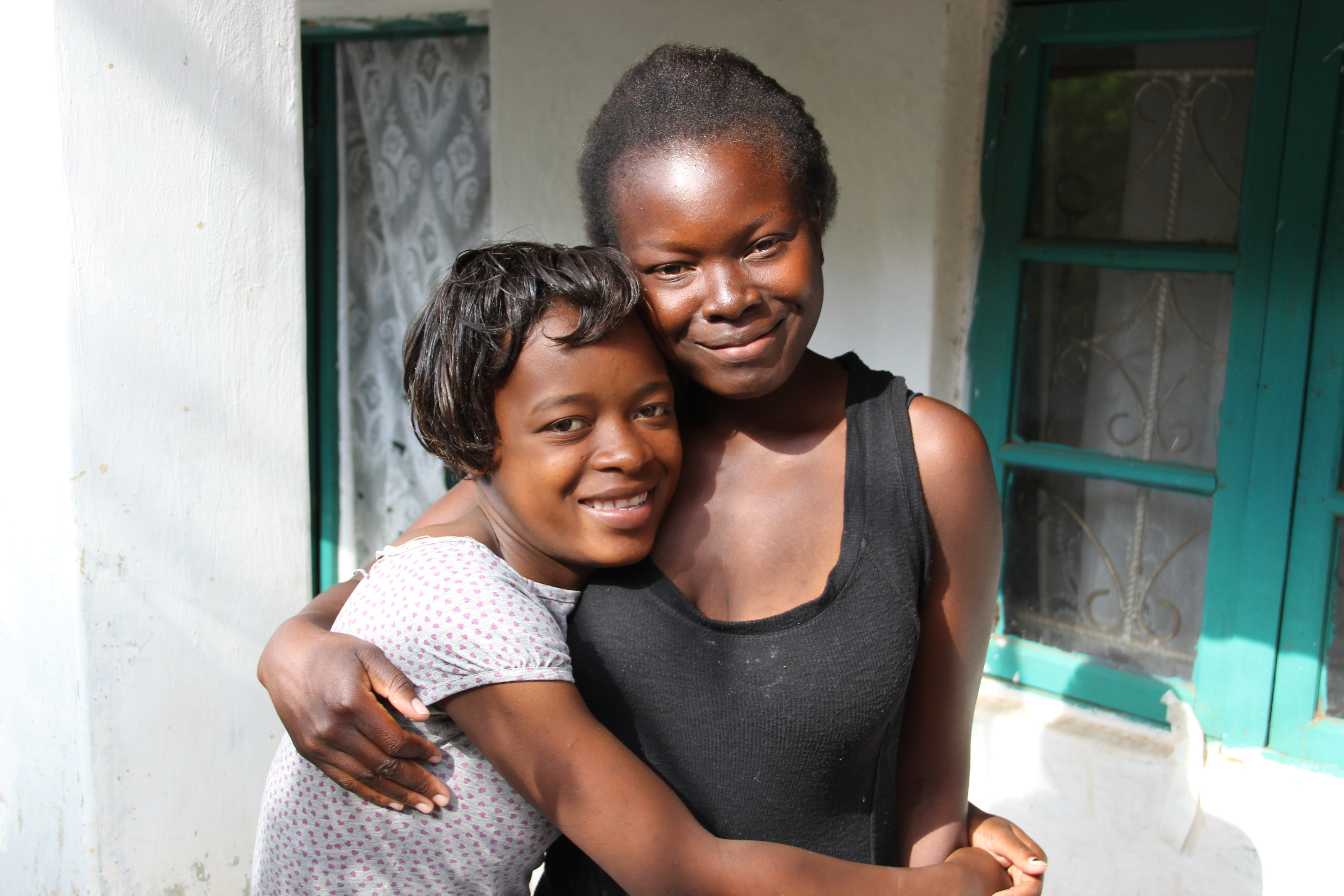
愛着

愛着（あいちゃく、あいじゃく）は慣れ親しんだ物事に深く心を引かれ、離れがたく感じる事を言う。

## 仏教における愛着
仏教における愛着は煩悩の一種であり、これに対応するインド古語はたくさんの種類があるが、基本的な働きとしての愛着をパーリ語でローバ(lobha）といい、伝統的に「貪」と漢訳される。 意味は、ある対象を気に入るという、原始的で単純な心の働きを指す。対象への拒絶である瞋(dveza)、無関心である痴(moha)とあわせて三毒ともよばれ、苦しみを生み出す原因として扱われる。

## 心理学における愛着
心理学における愛着（attachment）とは、他人や動物などに対して築く特別の情緒的な結びつき、とくに幼児期までの子どもと育児する側との間に形成される母子関係を中心とした情緒的な結びつきという意味でも使われる。